# 皆川成勝
皆川 成勝（みながわ しげかつ）は戦国時代の武将・戦国大名で、下野の皆川氏の当主。皆川城主。

## 生涯
永正年間に皆川宗成の嫡男として誕生。大永3年（1523年）に河原田合戦で父が戦死したことで成勝は皆川氏の次代の当主となった。
成勝の代になると皆川氏は宇都宮氏に臣従している。また、嫡男の俊宗の烏帽子親に宇都宮俊綱を選んでいる。成勝がこういった動きに出た理由の1つとして近隣に位置する宇都宮氏の一族壬生氏の勢力が増大したことに対抗するために壬生氏を従えている宇都宮氏に臣従することでその脅威から身を守ろうとしたのだという。
天文年間に天文の内訌が起こり、宇都宮俊綱と重臣の芳賀高経が対立すると、成勝は従兄弟の富田忠宗（富田城主）とともに高経を味方し宇都宮氏と敵対した。
内訌後は再び宇都宮氏に臣従し、壬生綱雄が宇都宮俊綱と敵対した際は今度は俊綱に味方し、富田忠宗や宇都宮一門の西方氏とともに壬生氏を攻撃した。
天文20年（1551年）に没した。都賀郡深沢にある建幢寺が菩提寺であるという。